# Anas El Asbahi
Anas El Asbahi, né le 15 octobre 1993, est un footballeur international marocain évoluant au poste de milieu relayeur à l'Ittihad de Tanger.

## Biographie
Anas El Asbahi commence sa carrière au Wydad de Casablanca.
Il participe au championnat d'Afrique des nations 2014 avec l'équipe du Maroc, jouant un match contre le Zimbabwe.
En 2015, Anas El Asbahi participe au Festival international espoirs – Tournoi Maurice-Revello avec le Maroc, qui se déroule en Provence-Alpes-Côte d'Azur. Le Maroc s’incline en finale du Tournoi contre la France sur le score de 3-1.

## Carrière
- depuis 2012 :  Wydad de Casablanca[3]

## Statistiques
| Matches internationaux d'Anas El Asbahi | Matches internationaux d'Anas El Asbahi | Matches internationaux d'Anas El Asbahi    | Matches internationaux d'Anas El Asbahi | Matches internationaux d'Anas El Asbahi | Matches internationaux d'Anas El Asbahi | Matches internationaux d'Anas El Asbahi | Matches internationaux d'Anas El Asbahi |
| 0                                       | Date                                    | Lieu                                       | Adversaire                              | Score                                   | Résultats                               | Compétitions                            |                                         |
| --------------------------------------- | --------------------------------------- | ------------------------------------------ | --------------------------------------- | --------------------------------------- | --------------------------------------- | --------------------------------------- | --------------------------------------- |
| 1                                       | 5 mars 2014                             | Grand Stade de Marrakech, Marrakech, Maroc | Gabon                                   | —                                       | 1-1                                     | Match amical                            |                                         |

## Palmarès

### En club
Wydad de Casablanca :
- Championnat du Maroc
  - Champion : 2015 et 2017
- Ligue des champions de la CAF
  - Champion : 2017
  - Demi-finale : 2016

### En sélection nationale
Équipe du Maroc junior :
- Tournoi de Toulon 
  - Finaliste : 2015